# Wilhelm III. (Holland)
Wilhelm, genannt der Gute (* um 1286; † 7. Juni 1337), war als Wilhelm III. Graf von Holland und Zeeland sowie als Wilhelm I. Graf von Hennegau aus dem Haus Avesnes. Er war der älteste Sohn des Grafen Johann II. von Avesnes-Hennegau-Holland und der Philippa von Luxemburg, Tochter von Graf Heinrich V.

## Leben
Wilhelm III. folgte 1304 seinem Vater in der Regierung. Sein Cousin Kaiser Heinrich VII. (Mutter: Beatrix von Avesnes) erkannte ihn zwar in seinem Erbe an, er musste aber noch jahrelang um sein Erbe ringen. Erst 1323 setzte er sich gegen alle Kontrahenten durch. 1326 gewährte er der englischen Königin Isabella von Frankreich (1292–1358) und ihrem Liebhaber Roger Mortimer (1287–1330) Asyl und half ihnen in England. Wilhelm war einer der mächtigsten Fürsten im Reich und genoss hohes Ansehen. Er brachte 1337 noch das deutsch-englische Bündnis zustande, das den Beginn des Hundertjährigen Krieges bedeutete.

## Familie
Verheiratet war Wilhelm seit dem 19. Mai 1305 mit Johanna von Valois (1294–1352), Tochter des Grafen Karl von Valois und Schwester des späteren Königs Philipp VI. von Frankreich. Das Paar hatte fünf Kinder:
- Margarethe (1310–1356), ⚭ Kaiser Ludwig IV. (1282–1347);
- Philippa (1311–1369), ⚭ König Eduard III. von England (1312–1377);
- Isabella (1314–1360), ⚭ Robert de Namur
- Johanna (1315–1374), ⚭ Herzog Wilhelm I. von Jülich;
- Wilhelm IV. (1318–1345), Graf von Holland, Hennegau und Seeland.